# El Calvario
El Calvario è un comune della Colombia facente parte del dipartimento di Meta.
Il centro abitato venne fondato nel 1911, mentre l'istituzione del comune è del 1945.